# リバティベル
リバティベル(Liberty Belle)は、DCコミックスなどのアメリカン・コミック作品に登場するキャラクター。

## 初代リバティベル
アメリカ国民の愛国心をエネルギーに戦うヒロイン。鐘を鳴らすことで超人的な能力を発揮する。さらに、その鐘の音色を伝達手段や武器として使用することもある。ミス・リバティとは親戚関係にある。アース1でのワンダーウーマンに対応するアース2でのヒロインキャラクターとして対比される事がある。
第二次世界大戦中に活躍したヒロイン。大戦前から超人的な能力からすでに作中のメディアでは注目の的であり、フランクリン・ルーズベルト大統領とも邂逅している。パー・デガトン（当時の代表的なヴィランの1人）によって、他の
ジャスティス・ソサエティー・オブ・アメリカメンバーとともに、一時的に時をかける戦いをするが、その戦いを忘れてしまう。
大戦中の1942年4月1日にジョニー・クイックと結婚し、終戦後、ジェシー・チェンバースを出産した。その後、エリザベス・チェンバースがスーパーヒロインを引退し、ジョニー・クイックが会社を設立するのをきっかけに、二人は離婚する。
別次元のアース51では、女性大統領となっている。

## 二代目リバティベル
初代リバティベルとジョニー・クイックの娘。初代リバティベルの力だけでなくジョニー・クイックのスピードスターとしての力も受け継いでいる。
ジョニーから空間構造式を授けられた際、一時はスーパーヒロインになることを拒んでいたが、結果的にスーパーヒロインとして戦うこととなる。
ゴッサム大学在学中、ジェシー・クイックとして3代目フラッシュ（ウォーレス（ウォーリー）・ルドルフ・ウェスト）のサイドキックとして戦うこともあった。
ジェシー・クイックの会社を管理するようになった彼女はタイタンズに所属するようになる。タイタンズ卒業後、プロフェッサー・ズームとの戦いの中、3代目フラッシュ（ウォーレス（ウォーリー）・ルドルフ・ウェスト）に力を失ってしまう。力を失って生活する中、二代目アワーマン（リチャード・タイラー）と結婚する。

## 備考
- DCコミックスが出版していた『パワーパフガールズ』のアニメ作品では、ブロッサムがフリーダムギャルに影響されてリバティー・ベル(Liberty Belle)というヒーロー（ヒロイン）に変身するエピソードがあるが、能力などはまったく別のものである。
- アメリカ国民の愛国心をエネルギーに戦うヒーローとして、「フリーダムファイターズ」のアンクル・サムがいる。クォリティコミックスのキャラクターだったが、こちらもDCコミックスに版権が移動されている。